# میکولتش
میکولتش (به چکی: Mikuleč) یک منطقهٔ مسکونی در جمهوری چک است که در ناحیه سویتاوی واقع شده‌است. میکولتش ۹٫۹۱ کیلومتر مربع مساحت و ۲۲۰ نفر جمعیت دارد و ۴۹۵ متر بالاتر از سطح دریا واقع شده‌است.